# Scott Michael Foster
Scott Michael Foster est un acteur américain, né le 4 mars 1985 à Winfield dans l'Illinois (États-Unis). Il est principalement connu pour son rôle de Cappie dans la  série télévisée Greek.

## Biographie
Né à l'hôpital Central DuPage, à Winfield, Illinois, il grandit, à partir de ses 12 ans, à Highland Village, une banlieue de Dallas, Texas, aux États-Unis.
Il a deux sœurs. Il commence à s'intéresser au théâtre dès l'école élémentaire. Il poursuit son éducation à la Briarhill Middle School puis à la Edward S. Marcus High School, où il s'implique à nouveau dans les activités théâtrales, jusqu'à l'obtention de son diplôme en 2003.
Après cela, il entre à l'université, le Collin County Community College, à Plano, Texas, avec toujours le théâtre comme intérêt majeur, et abandonne finalement ses études après un semestre pour se concentrer sur sa carrière professionnelle d'acteur.
Il est guitariste et chanteur principal dans le groupe Siren’s Eye.

## Carrière
Il débute à la télévision en 2007 dans The Game, Women's Murder Club et il décroche un des rôles principaux dans Greek, jusqu'en 2011. Il y joue aux côtés de Jake McDorman, Jacob Zachar, ou encore Spencer Grammer.
En 2011, il obtient des rôles dans les séries Parenthood, Los Angeles, police judiciaire, Melissa and Joey, Friends with Benefits et Marcy. L'année d'après, il est présent dans The River, Californication et The Closer : L.A. enquêtes prioritaires.
En 2014, il incarne Kristoff dans la saison 4 de Once Upon a Time, puis il tourne dans Chasing Life jusqu'en 2015.
En 2016, il joue aux côtés d'Heather Graham dans My Dead Boyfriend d'Anthony Edwards. Puis l'année suivante, il décroche un rôle dans la série Crazy Ex-Girlfriend, jusqu'en 2019.
En 2019, il tourne dans le film 5 Years Apart avec Chloe Bennet.
En 2021, il décroche un rôle dans la troisième saison de You, diffusée sur Netflix.

## Filmographie

### Cinéma

#### Longs métrages
- 2006 : The Horrible Flowers : Billy
- 2009 : Teenage Dirtbag de Regina Crosby : Thayer Mangeres
- 2010 : Ashley's Ashes de Christopher Hutson et Chris Kazmier : Kern
- 2014 : The Devil's Pact (The Pact 2) de Dallas Richard Hallam et Patrick Horvath : Officier Daniel Meyer
- 2016 : My Dead Boyfriend d'Anthony Edwards : Howard
- 2019 : 5 Years Apart de Joe Angelo Menconi : Andrew
- 2020 : The Boy Behind the Door de David Charbonnier et Justin Powell : Officier Steward

#### Courts métrages
- 2015 : Must Feed and Water de Raphe Wolfgang : Alex
- 2018 : Wake the Riderless Horse de Michael Langman : Jonathan
- 2018 : The Last Days of TJ Staggs de Noga Pnueli : L'assistant
- 2018 : Deb de Noga Pnueli : Chet
- 2020 : Your Monster de Caroline Lindy : Jacob

### Télévision

#### Séries télévisées
- 2007 : The Game : Brandon
- 2007 : Women's Murder Club : Milo Bishop
- 2007 - 2011 : Greek : Cappie « Capitaine » John Paul Jones
- 2009 : City Homicide : L'Enfer du crime (City Homicide) : Dale Williamson
- 2011 : Parenthood : Gary
- 2011 : Los Angeles, police judiciaire (Law and Order : Los Angeles) : Roger Darby
- 2011 : Melissa and Joey : George Karpelos Jr
- 2011 : Friends with Benefits : Daniel
- 2011 : Marcy : Scott
- 2012 : The River : Jonas Beckett
- 2012 : Californication : Tyler
- 2012 : The Closer : L.A. enquêtes prioritaires (The Closer) : Luke Bower
- 2013 : Zero Hour : Aaron Martin
- 2014 : Once Upon a Time : Kristoff
- 2014 : Halt and Catch Fire : Hunt Whitmarsh
- 2014 - 2015 : Chasing Life : Leo Hendrie
- 2015 : Blood and Oil : Wick Briggs
- 2017 - 2019 : Crazy Ex-Girlfriend : Nathaniel Plimpton III
- 2021 : You : Ryan Goodwin
- 2021 : Chicago P.D. : Un employé des transports en commun
- 2023 : Not Dead Yet : James (saison 1, épisode 11)
- 2024 : Chicago Med : Nick Dunn (saison 9, épisode 3)

#### Téléfilms
- 2011 : Neighbros de Laura Prepon : Scotty Mike
- 2019 : L’Île aux mariages (In the Key of Love) de Clare Niederpruem : Jake Colby
- 2021 : Love, for Real de Maclain Nelson : Luke

## Voix françaises
- Charles Germain[2] dans :
  - Parenthood[2]
  - Friends with Benefits[2]

- Emmanuel Garijo dans :
  - The River[3]
  - Zero Hour
- Et aussi : 
  - Sébastien Hébrant dans Greek[4]
  - Alexandre Gillet dans Californication[2]
  - Donald Reignoux dans Once Upon a Time
  - Valéry Schatz dans Crazy Ex-Girlfriend[2]